# Bataille de L'Aiguillon
Guerre de Vendée de 1815
Batailles
- Les Échaubrognes
- L'Aiguillon
- Aizenay
- Sainte-Anne-d'Auray
- Cossé
- Saint-Gilles-sur-Vie
- Redon
- Les Mathes
- Muzillac
- Rocheservière
- Thouars
- Auray
- Châteauneuf-du-Faou
- Guérande
- Fort la Latte

La bataille de L'Aiguillon se déroule le 19 mai 1815 lors de la guerre de Vendée de 1815.

## Prélude
Le 9 mai 1815, la frégate britannique L'Astrée, commandée par le capitaine Kitoë, arrive en vue des côtes vendéennes, avec à son bord Louis de La Rochejaquelein et une cargaison d'armes et de munitions destinée aux insurgés.
Le 14 mai, 800 Vendéens sous les ordres de Robert, chef de la division du marais, attaquent les localités côtières afin de favoriser le débarquement. Le 14 mai, ils s'emparent de Saint-Jean-de-Monts, où ils désarment 50 gendarmes et douaniers. Le lendemain, ils se rendent maîtres de Notre-Dame-de-Monts, tandis que 300 insurgés se rangent sur les plages de Croix-de-Vie et de Saint-Gilles-sur-Vie.
Le 16 mai, 200 douaniers menés par le chef de bataillon Bauchon, du 26e régiment de ligne, attaquent les royalistes à Saint-Gilles-sur-Vie,. D'après le récit du général Jean-Pierre Travot, ils parviennent à s'emparer du bourg et à repousser les Vendéens de l'autre côté de la rivière, à Croix-de-Vie,. Toutes les chaloupes ayant été emportées par les insurgés, les douaniers s'embarquent dans une gabare afin de franchir la rivière, mais celle-ci heurte un banc de sable et se retrouve immobilisée,. Pris sous le feu des royalistes, les impériaux n'ont d'autre choix que de se jeter dans la rivière pour regagner Saint-Gilles-sur-Vie. À court de munitions, ils se replient ensuite sur Les Sables-d'Olonne,. Leurs pertes sont de cinq hommes tués, noyés, ou blessés. Du côté des royalistes, deux officiers et cinq paysans sont blessés.
Le débarquement s'effectue du 14 au 16 mai. Cependant, alors que La Rochejaquelein, Fourcaud et Saint-André annonçaient 14 000 à 30 000 fusils, neuf millions de cartouches et un corps de 300 canonniers,, seulement 2 000 fusils, entre 800 000 et un million de cartouches et 30 à 40 barils de poudre sont débarqués,,. Aucune pièce d'artillerie n'est apportée par les Britanniques. Pour les Vendéens, la déception est grande, d'autant que des inégalités dans la distribution excitent des rancœurs, les insurgés du Marais s'étant servis les premiers. Cependant La Rochejaquelein promet l'arrivée prochaine d'un autre convoi,.
Le 17, ou le 18 mai, La Rochejaquelein est rejoint à Croix-de-Vie par son cousin, Pierre Constant de Suzannet, à la tête de son armée,. Les munitions et les barils de poudre sont alors chargés sur des chariots pour être conduits dans le bocage,. Cependant à La Roche-sur-Yon, le général Jean-Pierre Travot est informé du débarquement et se met en mouvement en direction de la côte afin d'intercepter les Vendéens,.

## Forces en présence
Du côté des impériaux, le général de division Jean-Pierre Travot, secondé par le général de brigade Étienne Estève, est à la tête de 800 fantassins et de 80 cavaliers,. Ses troupes sont constituées de compagnies des 15e, 26e et 65e régiments d'infanterie, de gendarmes, de canonniers de marine et d'un escadron de chasseurs vendéens,.
Dans son rapport, Travot affirme avoir affronté toute l'armée de La Rochejaquelein et Suzannet, forte de 4 000 à 5 000 hommes. Cependant, il ne rencontre que l'escorte du convoi, commandée par Pierre Nicollon des Abbayes, un officier de Suzannet,,. Selon les mémoires de l'officier royaliste Simon Canuel, ses forces sont inférieures à celles des impériaux.

## Déroulement
Le combat s'engage le 19 mai,, à midi, aux environs de L'Aiguillon-sur-Vie,,,.
Les Vendéens se déploient en trois colonnes sur la route de Challans. D'après Travot, « ils bordaient un plateau assez étendu et d'un accès très difficile ». Travot engage alors les tirailleurs de la brigade du général Estève. Après deux heures de combats, les insurgés sont mis en fuite.
Cependant, les Vendéens sont parvenus à résister suffisamment longtemps pour permettre la fuite du convoi,. Seules deux charrettes et quelques barils de poudre sont saisis,. Après le combat, les impériaux gagnent Saint-Gilles-sur-Vie, tandis que Rochejaquelein et Suzannet rejoignent les autres généraux royalistes à Palluau.

## Pertes
Dans son rapport, daté du 20 mai au matin et adressé au général Delaborde, Travot indique que ses pertes sont de 14 tués et d'environ 40 blessés. Il porte les pertes royalistes à 200 morts, ce qui semble exagéré pour l'historien Aurélien Lignereux. Une vingtaine d'insurgés sont également faits prisonniers, puis relâchés sur ordre de Travot,.
Dans ses mémoires, Simon Canuel affirme quant à lui que les impériaux ont perdu « beaucoup de monde », tandis que les royalistes n'ont que « quelques hommes tués et quelques blessés, entre autres, parmi ces derniers, MM. Demarans et de Puytesson, tous deux anciens émigrés ».